# Cámara de Representantes de Egipto
La Cámara de Representantes (en árabe: مجلس النواب, romanizado: Maglis El Nowwab) es la cámara baja del parlamento bicameral de Egipto.

## Formación de la Casa
La constitución de 2014 que se aprobó en el referéndum constitucional de 2014 ha puesto en marcha las siguientes reglas: la Cámara que es elegida después de la ratificación de la constitución debe tener al menos 450 miembros. Además, los posibles miembros deben ser egipcios, deben tener al menos 25 años y deben tener un certificado de educación. Además, el presidente puede nombrar, como máximo, al cinco por ciento de los miembros de la cámara.
La Cámara de Representantes tiene un mandato de cinco años, pero el presidente puede disolverla antes. Todos los escaños se votan en cada elección. Los miembros de la Cámara de Representantes son elegidos por mayoría absoluta de votos legítimos emitidos.
La Cámara puede exigir la renuncia del gabinete mediante la adopción de una moción de censura. Por esta razón, el Primer Ministro de Egipto y su gabinete son necesariamente del partido o coalición dominante en la Cámara. Cuando el presidente y la cámara provienen de partidos opuestos (una situación que surgió históricamente, pero no desde la década de 1970), esto llevaría a la situación conocida como convivencia.

## Poderes
La Cámara de Representantes tiene varias competencias establecidas en el Capítulo Cinco de la Constitución. De acuerdo con el artículo 86, la Cámara de Representantes se comprometerá a:
- Legislación
- Revisión y aprobación de acuerdos y tratados
- Revisión y aprobación del plan y presupuesto del Estado
- Discusión de la declaración del Presidente de la República y el programa gubernamental
- Enmiendas a la Constitución
- Aprobación de declaraciones de guerra y emergencia

En la práctica, la Asamblea Popular tenía muy poco poder antes de la revolución egipcia de 2011. Estaba dominado por el Partido Democrático Nacional, y había poca oposición sustantiva a las decisiones ejecutivas.

## Organización de la Cámara de Representantes

### El presidente de la Cámara
Artículo principal: Presidente de la Cámara de Representantes (Egipto)
El Presidente de la Cámara de Representantes (presidente de Recursos Humanos) preside la Cámara y es elegido de entre los miembros de la Cámara, junto con dos diputados durante la primera sesión de la temporada. El papel del Presidente en la sesión es mantener la paz y el orden en la sesión parlamentaria, participar en la discusión siempre que ceda su presidencia a uno de sus diputados y no regrese a su presidencia hasta que finalice la discusión, así como ordenar una sesión de emergencia para uno de los comités de la Cámara. En caso de vacante en la oficina del Presidente, el presidente se desempeña como presidente interino hasta que se celebren las elecciones presidenciales (que deben ser dentro de los 60 días). Esto ha sucedido una vez, cuando el presidente Anwar Sadat fue asesinado en el cargo, y luego el presidente de la Asamblea Popular, Sufi Abu Taleb, se desempeñó como presidente interino. El último presidente de la AP fue Saad Al Katatny, quien presidió brevemente la Asamblea durante solo 5 meses desde el 23 de enero de 2012 hasta la disolución del parlamento el 18 de junio de 2012.

### Oficina del personal del orador
El personal es responsable de la organización de las agendas de la Cámara y de sus comités, la aplicación de las órdenes de la Cámara y es el vínculo entre la Cámara y las diferentes agencias, ministerios y otras autoridades. El personal está formado por el orador de recursos humanos y sus dos diputados.

### Comité General de la Cámara
Este comité se forma al comienzo de la temporada anual de la Cámara, encabezado por el presidente. Su membresía incluye a los vicepresidentes, representantes de los comités parlamentarios de los partidos políticos y cinco miembros de la Cámara (de los cuales uno es independiente, si hay más de diez independientes). El Presidente es responsable de esbozar la agenda del comité. El comité es responsable de discutir las cuestiones generales que el presidente, el primer ministro o el presidente.

### Comités especializados
Estos 18 comités son:
- Comité de Asuntos Constitucionales y Legislativos
- Comité de Presupuesto y Planificación
- Comité de Asuntos Económicos
- Comité de Relaciones Exteriores
- Comité de Asuntos Árabes
- Comité de Defensa, Seguridad Nacional y Movilización
- Comité de Propuestas y Quejas
- Comité de Asuntos de Dotaciones Religiosas, Sociales y Religiosas (Awkaf)
- Comité de Salud y Asuntos Ambientales
- Comité de Transporte y Telecomunicaciones
- Comité de Vivienda, Servicios Públicos y Reconstrucción
- Comité de Gobierno Local y Organizaciones Públicas
- Comité de la Juventud
- Comité de mano de obra
- Comité de Industria y Energía
- Comité de Agricultura y Riego
- Comité de Educación e Investigación Científica
- Comité de Cultura, Información y Turismo

### Comité de Ética
Este comité se forma al comienzo de la temporada anual de la Cámara, encabezado por uno de los suplentes de HR. La membresía incluye a los jefes de los siguientes comités: Asuntos Constitucionales y Legislación; Asuntos Religiosos, Sociales e Incómodos; y Sugerencias y Quejas; cinco miembros del Comité General (de los cuales al menos dos son de los partidos de la oposición); y cinco miembros elegidos al azar de la Cámara. Este comité es responsable de investigar las violaciones cometidas por los miembros de la Cámara contra el código de conducta de la sociedad egipcia con relación con la religión, los estándares sociales, etc.

### Comités ad hoc y combinados
Los comités ad hoc están formados por la sugerencia del Presidente o la solicitud del gobierno para estudiar, debatir sobre un nuevo proyecto de ley o ley, votar sobre la ratificación de una nueva ley o proyecto de ley o un tema especial de preocupación. El Presidente es responsable de elegir a los miembros para este comité. Los comités combinados se forman a petición del Presidente, el gobierno, miembros de dos o más de los comités especializados, con el objetivo de estudiar un tema particular de preocupación. Estos comités combinados están encabezados por uno de los diputados del presidente. Las órdenes de estos comités se emiten cuando se logra un voto mayoritario.

### Capítulo parlamentario
La Cámara de Representantes de Egipto es el representante egipcio de las convenciones parlamentarias internacionales. Este capítulo tiene como objetivo desarrollar relaciones mutuas con los parlamentos internacionales. La Asamblea General de este capítulo está formada por todos los miembros de la Cámara y está encabezada por el presidente. El comité ejecutivo de este capítulo de la oficina del personal del Presidente, tres miembros elegidos de la Asamblea, de los cuales al menos uno es miembro de los partidos de la oposición. La Asamblea se reúne en su forma de capítulo cada enero. Las sesiones de emergencia se llevan a cabo a petición del comité ejecutivo de investigar cualquiera de los temas de interés descritos adicionalmente.